# Quindar tones

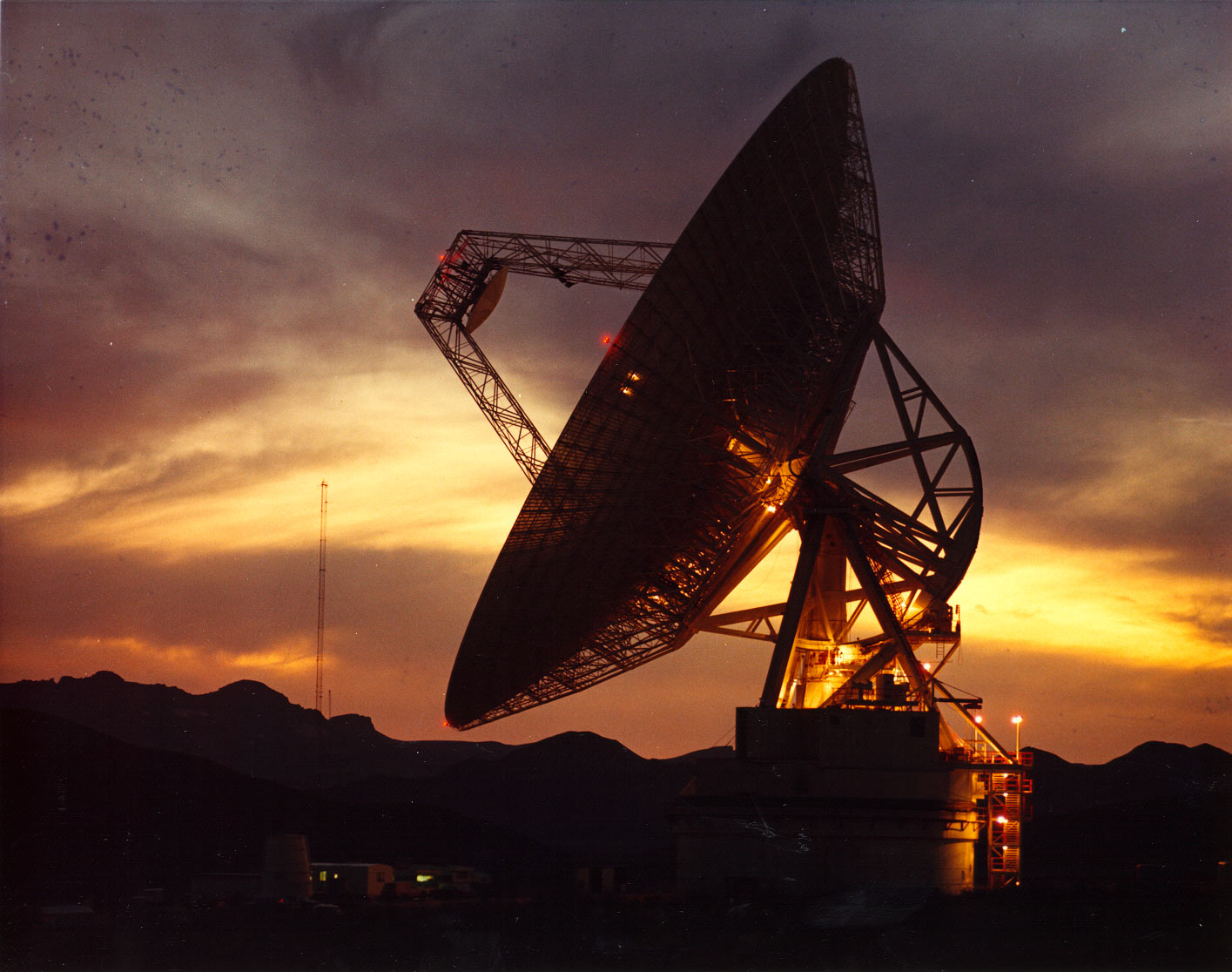
L'antenne 14 du Goldstone Deep Space Communications Complex, faisant partie du Deep Space Network, utilisée lors du programme Apollo.

Les Quindar tones (« tonalités Quindar » en français), plus communément appelés « bips d'Apollo », sont deux fréquences de signalisation intrabande permettant d'activer et désactiver le mode émission des stations terriennes afin que le Capsule Communicator (CapCom) puisse communiquer avec l'équipage d'un véhicule spatial en utilisant une seule ligne téléphonique au sol.
Le système push-to-talk, utilisé en radiocommunication pour éviter d'entendre son propre signal, permet de passer du mode réception au mode émission en appuyant sur un bouton. Dans les années 1960, pour les communications spatiales, la NASA adapte ce système en utilisant des tonalités pour activer et désactiver les antennes terrestres afin de contourner les défis posés par la courbure de la Terre et le coût élevé des lignes téléphoniques. Un bref son d'un quart de seconde permet de passer au mode émission, tandis qu'un son légèrement plus grave permet de quitter ce mode. Le système mis en œuvre par l'entreprise Quindar Electronics, est employé lors du programme Gemini et Apollo, et même du programme de la navette spatiale américaine. Avec les systèmes de communication numérique, ces tonalités ne sont plus nécessaires car les données de signalisation et les données vocales peuvent voyager simultanément sur une seule ligne.

## Historique
En radiocommunication, pour éviter d’entendre son propre signal capté par le récepteur, le système push-to-talk (PTT) est développé. Ce dispositif permet de passer du mode de réception au mode d’émission en appuyant sur un bouton. Cependant, pour les communications en orbite, la courbure de la Terre pose un défi lorsque les astronautes se trouvent de l'autre côté du globe. Afin de maintenir une communication continue, plusieurs stations terriennes doivent être dispersées à travers le monde, reliées par des lignes téléphoniques. Ce réseau de stations, nommé Deep Space Network, est achevé en 1963, et compte trois sites distincts : le Goldstone Deep Space Communications Complex, le Madrid Deep Space Communications Complex, et le Canberra Deep Space Communication Complex. Lorsque le contrôle au sol doit établir une communication avec des astronautes situés de l'autre côté de la Terre, le signal doit être relayé par ces différentes stations pour assurer une couverture globale et garantir que le signal atteint au moins l'une des antennes de réception.

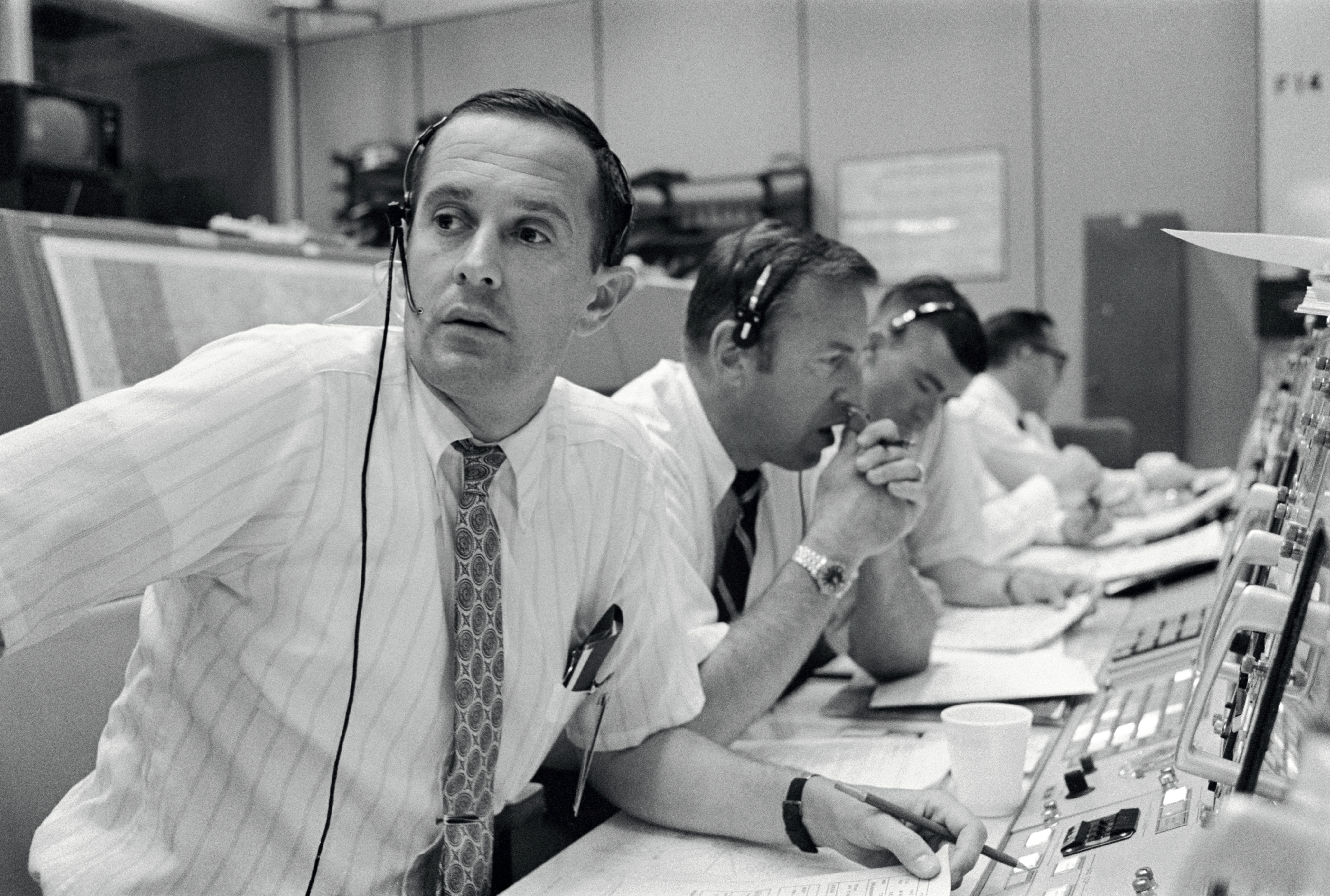
Le CapCom Charles Duke (à gauche) durant la descente du module lunaire d'Apollo 11 vers la surface de la Lune, le 20 juillet 1969.

Pour adapter le système push-to-talk aux communications spatiales de la NASA, il serait nécessaire que le micro du CapCom envoie un signal à toutes les antennes pour les activer lors de la transmission, puis envoie un autre signal pour les désactiver lorsqu'il relâche le bouton. Techniquement, il serait possible de faire passer un second câble parallèlement à la ligne téléphonique reliant toutes les stations terriennes, ce câble supplémentaire permettant de faire passer le signal de commande du bouton push-to-talk en signalisation, en plus de la ligne affectée au transport de l'audio. Étant donné le coût très élevé des lignes téléphoniques dédiées à l'époque, la NASA exclut cette solution pour communiquer avec ses astronautes.
La NASA choisit ainsi l'utilisation de tonalités pour réduire le coût d'exploitation du réseau, et fait donc appel à l'entreprise Quindar Electronics, Inc., devenue QEI Automation Solutions pour réaliser le système. Les Quindar tones sont utilisés lors du programme Gemini puis Apollo. Une version plus avancée est utilisée dans la bande des ultra hautes fréquences lors du programme de la navette spatiale américaine.
Avec l'apparition des systèmes de communication numérique, les tonalités Quindar ne sont plus nécessaires car une seule ligne de communication peut transporter simultanément plusieurs canaux de communication sous forme de données comprenant à la fois la parole et la signalisation (le signal push-to-talk). Cependant, les sons Quindar peuvent encore être entendus dans des missions comme SpaceX Crew-1 lorsque les astronautes communiquent avec le contrôle de mission.

## Caractéristiques
Le système Quindar utilise deux tonalités, toutes deux étant des ondes sinusoïdales pures d'une durée de 250 ms, soit un quart de seconde. Le ton d'ouverture (appelé « intro tone » en anglais) de 2 525 Hz permet de signaler la pression de la touche push-to-talk, et l'écoute de cette tonalité précise par une station terrienne lui indique de se mettre en marche. Le ton de fermeture (appelé « outro tone » en anglais) est légèrement moins haut, à 2 475 Hz, et signale le relâchement du push-to-talk, et indique à la station de s'éteindre. Les deux tonalités sont générées par un équipement spécial situé au centre de contrôle de mission et sont décodées par des détecteurs situés dans les différentes stations terriennes. Le système repose sur le principe de la signalisation intrabande, consistant à envoyer des informations de contrôle dans la bande ou le canal utilisé pour la voix ou la vidéo.
Ces tonalités n'ont pas été conçues pour signaler la fin d’une transmission, comme un « roger beep » utilisée sur de nombreux répéteurs radio half-duplex. Bien que les astronautes puissent utiliser les Quindar tones pour savoir quand le CapCom commence ou cesse de parler, aucun équivalent n'existe pour le contrôle de mission. Les astronautes contrôlent leurs transmissions localement à l'intérieur du véhicule spatial en utilisant soit un bouton push-to-talk, soit le système VOX (déclenchement automatique du microphone à partir d'un certain niveau de volume de seuil réglable), aucun des deux ne nécessitant de tonalités Quindar. De plus, des fréquences radio séparées permettent au centre de contrôle de mission Christopher C. Kraft Jr. de Houston et aux astronautes de communiquer simultanément si nécessaire, rendant ainsi superflu l'usage du « roger beep » pour minimiser les risques de communication simultanée.